# Johan Söderqvist
Johan Söderqvist (n. 11 de febrero de 1966) es un compositor de música sueco. Es conocido principalmente como compositor de música para bandas sonoras en cine y la industria de los videojuegos.

## Carrera profesional
Söderqvist nació en Täby, en las afueras de Estocolmo, Suecia. Asistió al Real Conservatorio de Estocolmo, estudiando composición y arreglos.
Ha sido teclista en muchas bandas de jazz y grupos de música folk diferentes y ha realizado numerosas giras por todo el mundo antes de concentrar sus actividades en la composición para cine, televisión, radio y teatro.
Söderqvist escribió su primera partitura para Agnes Cecilia en 1991 y desde entonces ha escrito numerosas partituras para cine y televisión, incluidas nueve para películas dirigidas por la aclamada directora danesa Susanne Bier. Entre esos títulos se encuentran la galardonada banda sonora de Brødre (2004), Efter brylluppet (2006) y Things We Lost in the Fire (2007), donde colaboró con el compositor ganador de un Óscar, Gustavo Santaolalla, y más recientemente Hævnen (2010).
También ha obtenido un puntaje premiado en la película de Tomas Alfredson, Låt den rätte komma in (2008) y la música en la película noruega nominada al Oscar Kon-Tiki (2012).
En 2005 y 2009, Söderqvist fue nominado como Mejor Compositor por la Academia de Cine Europeo por sus calificaciones de Brødre (2004) y Låt den rätte komma in (2008). La banda sonora de Brødre también fue premiada como Mejor música de cine en Cannes, así como también por el Premio 'Rencontres cinématographiques de Cannes' a la mejor música en cine. También recibió el Premio Fugaz 2019 a mejor BSO por La Noria.
Söderqvist también fue uno de los compositores principales de los videojuegos de EA DICE Battlefield 1 (2016) y Battlefield V (2018).
En 2021 compone la banda sonora de la serie de televisión Anatomía de un escándalo (2022).